# Sideridis lampra
Sideridis lampra är en fjärilsart som beskrevs av Karl Schawerda 1913. Sideridis lampra ingår i släktet Sideridis och familjen nattflyn. Inga underarter finns listade i Catalogue of Life.